# 兹比格涅夫·梅斯内尔
兹比格涅夫·斯特凡·梅斯内尔（波蘭語：Zbigniew Stefan Messner，['zbiɡɲɛf ˈmɛssnɛr]  试听，1929年3月13日—2014年1月10日），波兰共产主义时期的经济学家和政治人物。

## 生平
梅斯内尔出生在斯特雷伊的一个工人家庭里，他的父亲是铁路工人。1951年毕业于卡托维兹的卡罗尔阿达密耶茨基经济学院（Karol Adamiecki University of Economics），获经济学学位。毕业后留校作教学和科研工作，先是担任助教，四年后被提升为讲师，1968年晋升为副教授，并且从这一年开始担任该院副院长职务，从事学校的领导工作。1977年升任教授。1975年又被提拔担任经济学院院长，一直到1982年被调到中央工作时为止。
梅斯内尔1953年加入波兰统一工人党，1980年到1988年当选统一工人党中央委员会委员，1981年进入中央政治局。1982年任卡托维兹省委第一书记。1983年11月到1985年担任部长会议副主席，1985年11月到1988年9月担任波兰部长会议主席。
梅斯内尔於2014年1月10日病逝。